# Ponceau 4R
El Ponceau 4R es un colorante azoderivado rojo de carácter sintético. Suele emplearse en la coloración de una gran variedad de productos alimentarios. El código con el que se identifica en la industria alimentaria es el: E 124. Este colorante posee aplicaciones también en el mundo de la cosmética. Suele elaborarse como subproducto del alquitrán procedente de la industria del carbón o del petróleo.

## Usos
Se suele encontrar en alimentos que se deseen colorar con un rojo intenso, por regla general se encuentran trazas del mismo en reposterías (empleado para dar aspecto de contenido de rojo de fresa), en mermeladas de fresa, salami, salsas que lleven marisco, sopas. En España se suele emplear como colorante de los embutidos como el chorizo, llegando a sustituir en todo o en parte al pimentón. En Colombia se emplea para la bebida en polvo Frutiño de sabor a mora para darle un color granate al preparado.

## Salud
Al emplearse como colorante alimentario se ha revisado periódicamente su dosis máxima diaria por kilogramo de peso corporal admisible. Al igual que otros colorantes azoderivados puede provocar intolerancias en personas con reacciones alérgicas al ácido salicílico (aspirina). Su uso ha sido prohibido en algunos países.
En el año 2009 a petición de la FSA, un equipo de científicos de la universidad inglesa de Southampton realizó un estudio que demostraba que siete de los aditivos más comunes en los productos alimentarios (entre los que se encuentra en E124) tenían relación con trastornos de hiperactividad en niños.[cita requerida]